# Ivana Kovačević
Ivana Kovačević (srb. Ивана Ковачевић ur. 27 grudnia 1994 r.) – serbska biegaczka narciarska, występująca w zawodach FIS Race oraz Pucharze Bałkańskim. Była ona uczestniczką Zimowych Igrzysk Olimpijskich w Soczi, w 2014 r.

## Osiągnięcia

### Igrzyska olimpijskie
| Miejsce | Dzień     | Rok  | Miejscowość     | Konkurencja                               | Czas biegu  | Strata       | Zwyciężczyni      | Źródło |
| ------- | --------- | ---- | --------------- | ----------------------------------------- | ----------- | ------------ | ----------------- | ------ |
| 75.     | 13 lutego | 2014 | Krasnaja Polana | 10 km bieg indywidualny stylem klasycznym | 45:21.3 min | +17:03.5 min | Justyna Kowalczyk | [ 1 ]  |